# Процес нітрування

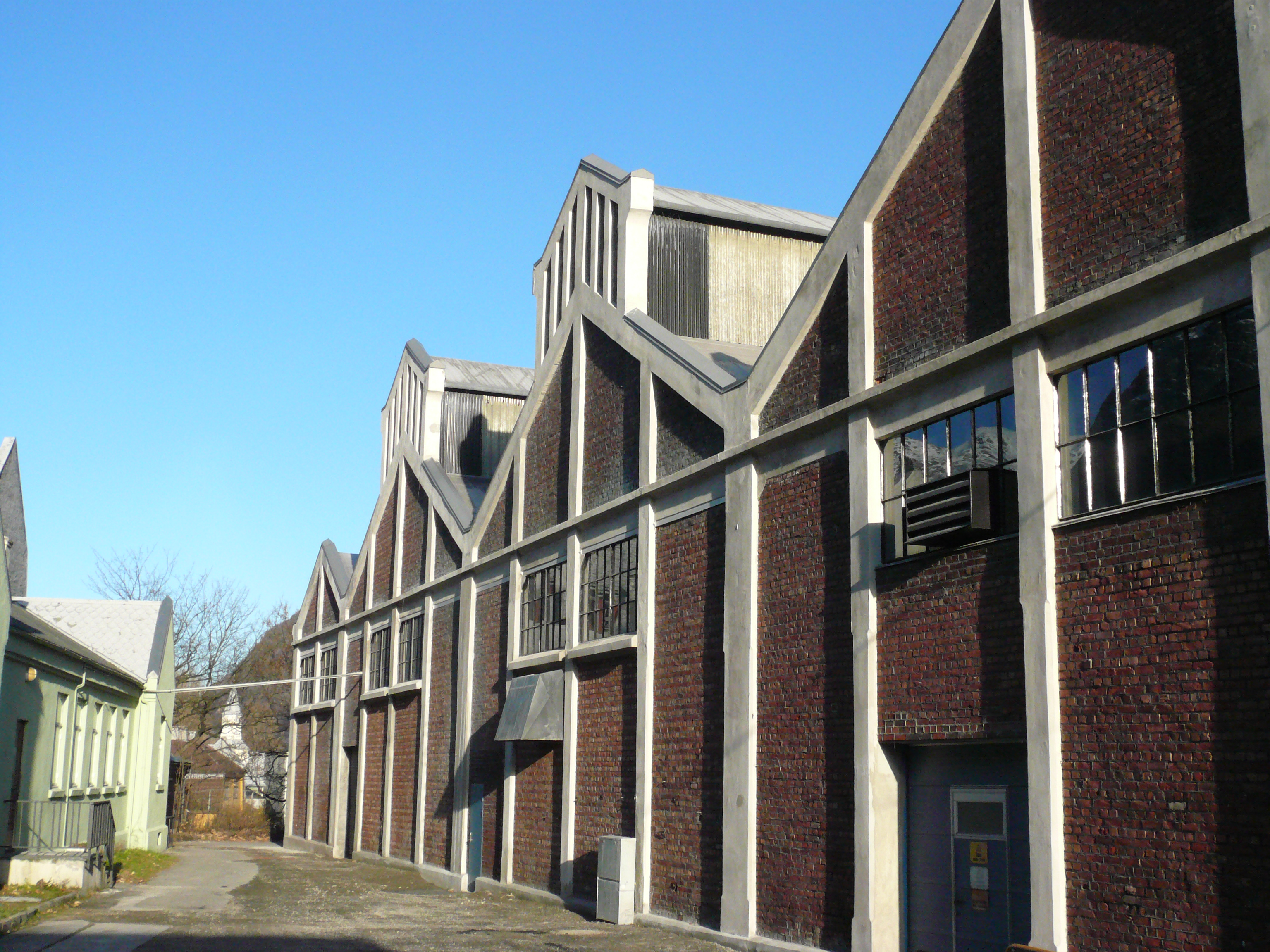
Заводи Одда, на яких був розроблений процес нітрування

Процес нітрування (також відомий як «Одда-процес») — метод промислового виробництва азотних добрив, винайдений Ерлінгом Джонсоном в норвезькому місті Одда, в 1927 році.

## Процес
Цей процес пов'язаний з підкисленням фосфоритів азотної кислоти, спрямованим на виробництво суміші фосфатної кислоти та нітрату кальцію. Додаємо до ортофосфату кальцію азотну кислоту і воду:
Ca3(PO4)2 + 6HNO3 → 2H3PO4 + 3Ca (NO3)2.
Далі суміш охолоджується до температури нижче 0 °C, щоб кристалізований нітрат кальцію відділився від фосфорної кислоти.
Завдяки отриманню нітрату кальцію виробляють азотні добрива. Фільтрат в основному складається з фосфатної кислоти з деякою частиною нітратів і слідами нітрату кальцію, що нейтралізуються за допомогою аміаку для отримання добрив:
Ca(NO3)2 + 4H3PO4 + 8NH3 → CaHPO4 + 2NH4NO3 + 3(NH4)2HPO4.
Щоб отримати АФК добрива, треба додати хлористий калій або сульфат калію. Процес не вимагає ні дорогу сірчану кислоту, ні виробництво відходів гіпсу.
Нітрат кальцію, як згадувалося вище, може використовуватися в якості добрива, але зазвичай ця суміш перетворюється в нітрат амонію і карбонат кальцію, при використанні діоксиду вуглецю та аміаку:
Ca(NO3)2 + 2NH3 + CO2 + H2O → 2NH4NO3 + CaCO3.
Обидва продукти можуть взаємодіяти як азотні добрива.

## Історія
Хоча Джонсон і створив цей процес, працюючи в компанії Odda Smelteverk, його компанія ніколи не намагалася відтворити цей процес. Через це ліцензії на цей виробничий процес отримали компанії Norsk Hydro, BASF, Hoechst і DSM. Кожна з цих компаній використовувала цей процес, попередньо внісши зміни і ліцензуючи його іншим компаніям. Сьогодні лише кілька компаній, таких, як Yara (Norsk Hydro), BASF, AgroLinz і GNFC, як і раніше, використовують «Одда-процес». У зв'язку з тим, що різні компанії, які нині використовують цей процес, змінили його, «Одда-процес» зазвичай називають нітруванням.